# Taggpimpinellssläktet
Taggpimpinellssläktet (Acaena) är ett växtsläkte i familjen rosväxter med cirka 150 arter från den södra tempererade zonen, samt några få arter på Hawaii och i Kalifornien. Några arter odlas som trädgårdsväxter i Sverige.
Släktet innehåller fleråriga, städsegröna örter eller ris. Stjälkarna är vanligen krypande och rotar sig ofta vid noderna. Bladen är strödda, parbladiga. Plantorna är tvåkönade eller uppdelade i tvåkönade och honliga plantor. Blommorna kommer i ax eller i huvuden. Foderbladen är 3-6, kronblad saknas. Ståndarna är 2-7. Fruktämnena är 1-5 och sitter dolda i blombottnen, bara de fjäderlika pistillerna sticker ut. Frukten är en nöt.
Släktet är systematiskt svårt. Många arter är mycket mångformiga och svårbestämda. Dessutom korsar de sig lätt i odling.

## Dottertaxa till Taggpimpineller, i alfabetisk ordning[1]
- Acaena agnipila
- Acaena alpina
- Acaena anserinifolia
- Acaena anserovina
- Acaena antarctica
- Acaena argentea
- Acaena buchananii
- Acaena caesiiglauca
- Acaena caespitosa
- Acaena confertissima
- Acaena cylindristachya
- Acaena dumicola
- Acaena echinata
- Acaena elongata
- Acaena emittens
- Acaena eupatoria
- Acaena exigua
- Acaena fissistipula
- Acaena fuscescens
- Acaena glabra
- Acaena hirsutula
- Acaena inermis
- Acaena insularis
- Acaena integerrima
- Acaena juvenca
- Acaena latebrosa
- Acaena leptacantha
- Acaena lucida
- Acaena macrocephala
- Acaena magellanica
- Acaena masafuerana
- Acaena microphylia
- Acaena minor
- Acaena montana
- Acaena myriophylla
- Acaena novae-zelandiae
- Acaena ovalifolia
- Acaena ovina
- Acaena pallida
- Acaena patagonica
- Acaena pinnatifida
- Acaena platyacantha
- Acaena poeppigiana
- Acaena profundeincisa
- Acaena pumila
- Acaena pusilla
- Acaena rorida
- Acaena saccaticupula
- Acaena sarmentosa
- Acaena sericea
- Acaena splendens
- Acaena stangii
- Acaena stricta
- Acaena subincisa
- Acaena tenera
- Acaena tesca
- Acaena torilicarpa
- Acaena tridactyla
- Acaena trifida